# Ne Zha

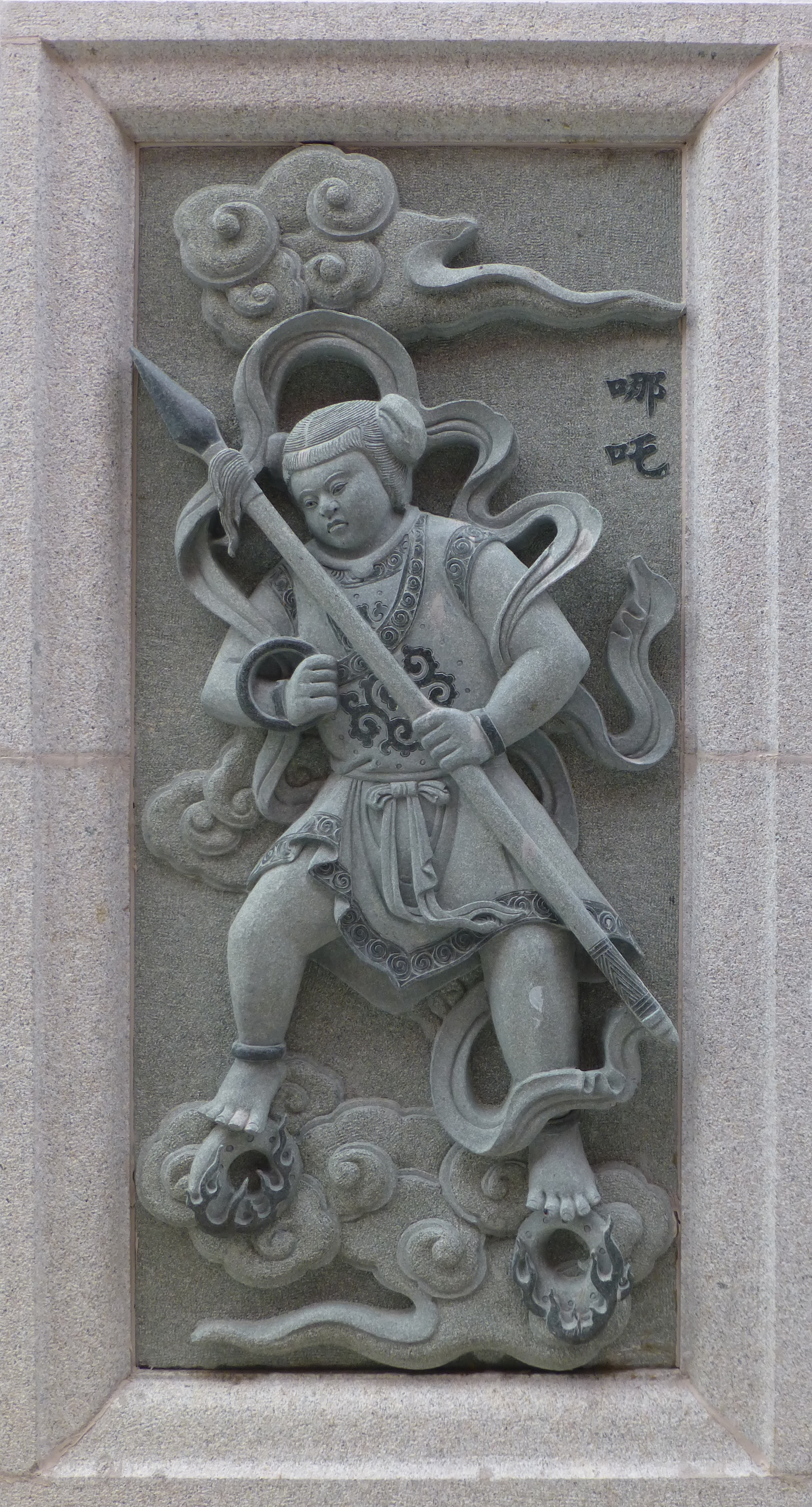
Bildhauerei von Ne Zha

Ne Zha (chinesisch 哪吒, Pinyin Nézhā) ist eine taoistische Schutzgottheit in der chinesischen Mythologie. Er besitzt auch verschiedene Titel, darunter „Der Dritte Lotusprinz“, „Marschall des Hauptaltars“ oder „Zuständiger der Drei Tempel des Volkes“. Er wird oft als ein kleiner Junge dargestellt, was auch ein Symbol der Reinheit darstellen soll.

## Namensherkunft
Der Name „Ne Zha“ leitet sich von dem Namen eines Kindes einer indischen Sagenfigur ab. Der Himmlische König Vaiśravaņa hatte einen Sohn mit dem Namen Nalakūbara. In China wurde er Naluojiupoluo genannt. Dieser Name entwickelte sich später zu Nazhajuwaluo, dann zu Nazha und schließlich zu dem heute bekannten Nezha.
Vaiśravaņa hingegen hat offenbar eine Verbindung zu dem historischen Li Jing, einem Militäroffizier der Tang-Dynastie.

## Legenden

### Fengshen Yanyi
Ne Zha ist die Hauptfigur im chinesischen Roman „Fengshen Yanyi“ (Romanze der Götterernennung).
Laut dem Roman wurde Ne Zha zur Zeit der Shang-Dynastie in einer Militärfestung am Chentang-Pass geboren. Sein Vater, der Militärkommandant Li Jing und dessen Frau Yin warteten seit drei Jahren und sechs Monaten Schwangerschaft auf die Geburt ihres dritten Kindes, neben ihren beiden Söhnen Jin Zha und Mu Zha.
In der Nacht vor der Geburt träumte Yin von einem unsterblichen Daoisten, welcher sie bat, ihr Kind nach der Geburt unterrichten zu dürfen und ihm den Namen „Ne Zha“ zu geben. Nachdem sie akzeptierte, strich der Daoist über ihren Bauch und sie wachte auf.
Am darauffolgenden Tag gebar Yin einen riesigen Fleischball. Li Jing dachte, dass seine Frau einen Dämon zur Welt gebracht habe und schlug diesen mit seinem Schwert. Nachdem die ersten Schichten zertrennt wurden, sprang ein Junge heraus, der jedoch kein Baby mehr war, denn er konnte bereits laufen und sprechen.
Später kam tatsächlich ein Daoist und bat um die Erlaubnis, ihn unterrichten zu dürfen.
So wurde Ne Zha Schüler des Unsterblichen Taiyi Zhenren. Dieser schenkte Ne Zha eine magische Waffe, genannt „Das kosmische Rad“.
Während einer großen Dürreperiode in China beteten die Leute den Drachenkönig des östlichen Meeres Ao Guang an, es regnen zu lassen. Als Opfer verlangte dieser allerdings täglich einen Jungen und ein Mädchen.
Als sich Ne Zha am Wasser des östlichen Meeres an seiner neuen Waffe versuchte, verursachte er damit derartige Erschütterungen, dass Ao Guang in seinem Wasserpalast einen seiner Militäroffiziere schickte, um nach den Gründen dieser Erschütterungen zu suchen und denjenigen zu bestrafen. Als der Offizier auf Ne Zha traf, lieferten sie sich einen Kampf, in dem der Offizier kläglich unterlegen war.
Daraufhin schickte Ao Guang seinen eigenen Sohn, um diese Sache zu erledigen, doch auch er wurde getötet.
Getrieben von Wut beschwerte sich Ao Guang bei Ne Zhas Eltern und beim Jadekaiser und drohte mit einer Sintflut, um Ne Zhas Heimatstadt zu überfluten.
Um seine Familie in Ehren zu halten und um seine Stadt zu retten, bot sich Ne Zha selbst als Opfer an. Der Drachenkönig war zufrieden, und Ne Zha beging Selbstmord und ließ seine Überreste an seine Familie schicken.
Als Gedenkstätte ließ Ne Zhas Mutter insgeheim einen Tempel erbauen, welcher sehr beliebt wurde. Trotzdem ließ Li Jing den Tempel wieder zerstören, da er immer noch fand, dass die Ehre der Familie durch Ne Zha zu sehr beschmutzt wurde.
Währenddessen wurde Ne Zha von seinem Lehrer wiedererweckt, nachdem er dessen Seele in einen nachgebauten, unsterblichen Körper aus Lotusblumenwurzeln steckte. Ne Zha bekam von ihm des Weiteren zwei Waffen, die Wind-Feuer-Räder und den Feuerspeer.
Wegen der Zerstörung seines Tempels kämpften Ne Zha und sein Vater gegeneinander, bis zwei himmlische Wesen eingriffen und den Streit beendeten.

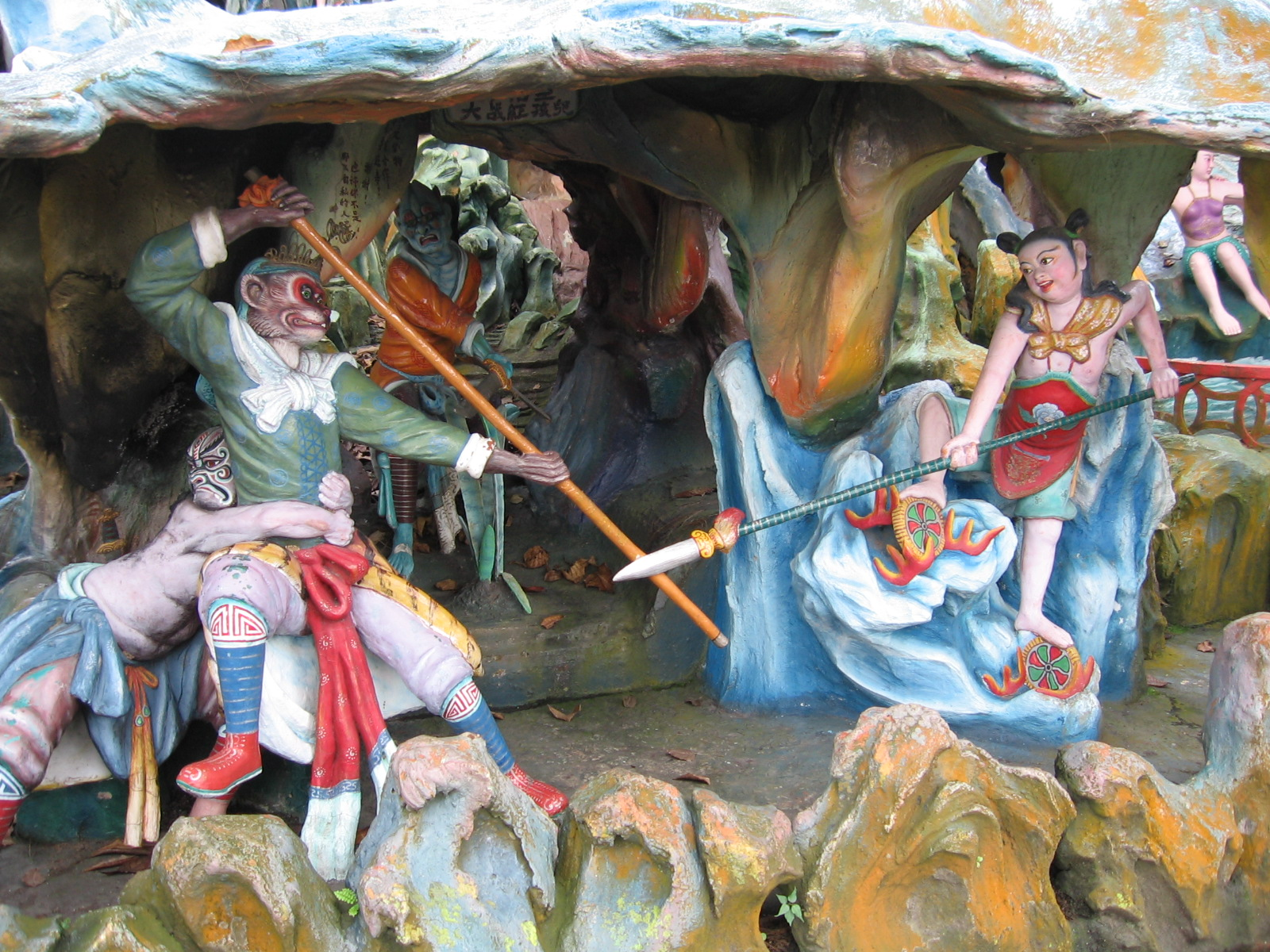
Ne Zha gegen Sun Wukong

Ne Zha, sein Vater und seine Brüder unterstützten König Wu später während des Endes der korrupten und gewalttätigen Shang-Dynastie, die Zhou-Dynastie zu gründen.

### Die Reise in den Westen
Auch in dem chinesischen Roman „Die Reise in den Westen“ spielt Ne Zha eine Nebenrolle.
Nachdem der Affenkönig Sun Wukong seine Aufgaben als Beschützer der himmlischen Pferde im Jadepalast missachtete, sie als minderwertig empfand und daraufhin mit den Pferden aus dem Jadepalast ausbrach, forderte der Jadekaiser von Li Jing, welcher mittlerweile bekannt ist als der Pagode-Tragende-Himmlische-König und dessen Sohn, nun bekannt als Prinz Ne Zha, Große Gottheit der Meere, den Affenkönig zur Rechenschaft zu ziehen.
Nachdem ein Gesandter Li Jings gegen Sun Wukong verloren hatte und besiegt zurückgekehrt war, wollte ihn Li Jing für seine Niederlage töten lassen, doch Ne Zha griff ein und forderte, dass er stattdessen selbst gegen Sun Wukong kämpft und die Ehre wiederherstellt.
Im Kampf mit Sun Wukong verwandelte sich Ne Zha in einen Kämpfer mit drei Köpfen, sechs Armen und sechs Waffen, doch der Affenkönig ahmte ihn nach und verwandelte sich in dieselbe Form.
Nach einem ebenbürtigen und unerbittlichen Kampf musste sich Ne Zha zurückziehen, nachdem Sun Wukong einen Doppelgänger beschwor, Ne Zha von hinten angriff und seine Schulter verwundete. Daraufhin baten Ne Zha und Li Jing den Jadekaiser mehr Truppen zu entsenden, um den Affenkönig zur Strecke zu bringen.

## Auftritte in Medien
- Ne Zha ist ein spielbarer Charakter des MOBA’s Smite.[10]
- Nezha ist ein spielbarer Charakter des Third-Person-Shooter’s Warframe.[11]
- Der gleichnamige chinesische Kinderfilm Prince Nezha’s Triumph Against Dragon King (1979) beinhaltet eine Abwandlung der Geschichte von Fengshen Yanyi im Kampf gegen Ao Guang.[12]
- Es gibt ein Google-Doodle von Ne Zha anlässlich des 35. Jubiläums der Veröffentlichung des Filmes Prince Nezha’s Triumph Against Dragon King (1979).[13]
- Ne Zha ist eine Hauptfigur in der chinesischen Serie Gods of Honour, ebenfalls eine Anlehnung an Fengshen Yanyi.
- Im Kampf gegen Sun Wukong im Film Der König der Affen (1965) hat Ne Zha einen Auftritt.[14]
- 2019 erschien der Animationsfilm Ne Zha (哪吒之魔童降世), einer der erfolgreichsten Filme des Jahres 2019, der in China der erfolgreichste Animationsfilm wurde und international das höchste Einspielergebnis eines nicht-englischsprachigen Animationsfilms erreichte.[15] 2025 kam Ne Zha 2 in die Kinos, der die Erfolge von Ne Zha noch übertraf.[16]
- Im Mobile Game Fate/Grand Order ist Nezha ein Servant der Klasse Lancer.[17]